# Morten Jannik Bjerrum
Morten Jannik Bjerrum (født 11. april 1957) er en dansk kemiker og professor i biouorganisk kemi på Københavns Universitet.
Bjerrum  blev Ph.d. i uorganisk kemi på Københavns universitet i 1988 og kort efter ansat som adjunkt og herefter lektor, før han i 2002 blev udnævnt professor.
Han forsker særligt i metallers kemi i biologise systemer og metalloproteiner, heriblandt særlig redoxaktive metalloproteiner og deres funktion, struktur og kinetik. Han har fået udgivet sin forskning i en lang række internationale tidsskrifter, heriblandt Science.
Bjerrum er bl.a. medlem af Kemisk Forenings bestyrelse og Den Danske Nationalkomité for Kemi, samt medlem i redaktionen på Journal of American Chemical Society og Journal of Inorganic Biochemistry.
Han er medlem af Danmarks Naturvidenskabelige Akademi.

## Familie
Morten Bjerrum er søn af Jannik Bjerrum (1909-1992), der var professor i uorganisk kemi på Københavns Universitet. Hans storebror Niels Bjerrum (født 1940) er professor i uorganisk- og materialekemi på Danmarks Tekniske Universitet, og deres farfar var kemikeren Niels Bjerrum (1897-1958), der var docent ved Københavns Universitet og professor på Landbohøjskolen.